# Retrato de la condesa de Fernán Núñez
El Retrato de la condesa de Fernán Nuñez es un cuadro de 1803 de Francisco de Goya. Es el pendant o pareja del retrato de su marido, el Retrato del conde de Fernán Núñez.

## Contexto

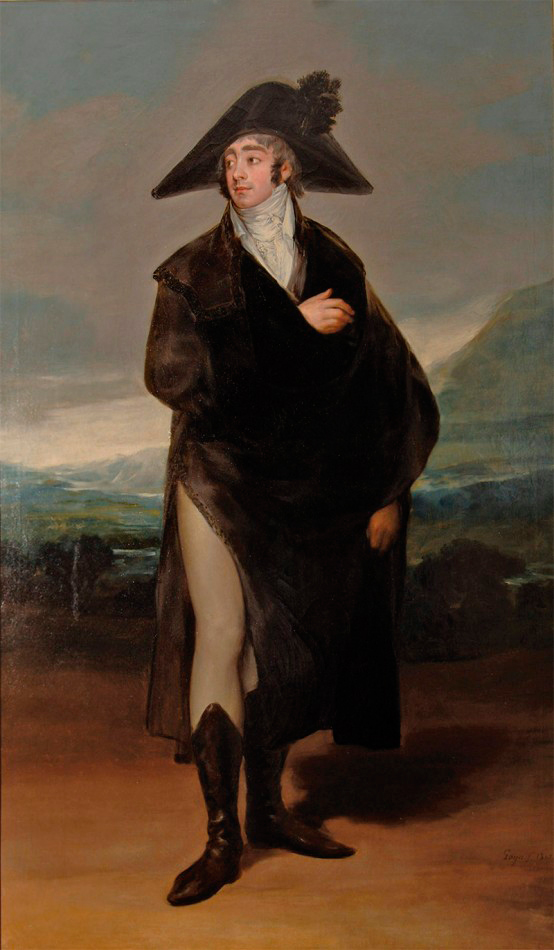
Retrato del conde de Fernán Núñez, su marido.

En los años 1790, Francisco de Goya se había convertido en un pintor de moda, cuyos retratos eran muy solicitados, tanto por la aristocracia como por la alta burguesía madrileña. 
María Vicenta Solís Lasso de Vega, condesa de Fernán Nuñez (que también portaba el título de duquesa de Montellano y del Arco) está representada con 23 años, cinco después de su matrimonio con el conde de Fernán Nuñez. Según las fuentes, la pareja no fue feliz.

## Análisis
Goya se aleja claramente de la tradición velazqueña para acercarse a los ingleses contemporáneos, que representan la figura al aire libre, en un paisaje identificable, lejos de los espacios cerrados preferidos del maestro sevillano y su  claroscuro.
La dama está sentada sobre un escalón del terreno, en una postura incómoda que la fuerza a abrir las piernas, orientando sus pies en direcciones opuestas. Lleva un atuendo de estilo plebeyo, el vestido imperio negro con galones dorados se acompaña de una mantilla negra decorada con un lazo rojo. La actitud es poco favorecedora, retenida, mira al espectador con la mano izquierda en la cadera, la derecha sujetando el abanico cerrado. Lleva prendido al pecho un medallón cuadrado con la efigie de su esposo. 
El pintor subraya voluntariamente el carácter de su modelo, como tenía costumbre hacer en esta época. La representa como una maja a la manera de sus personajes de cartones para tapices. La figura, su ropa y rostro están tratados de modo muy diferente al paisaje. Los primeros están pintados de manera detallada, y el paisaje con grandes pinceladas.